# Mika Newton
Oksana Stefanivna Hrytsai (tiếng Ukraina: Оксана Стефанівна Грицай; sinh ngày 5 tháng 3 năm 1986), hay có nghệ danh là Mika Newton (tiếng Ukraina: Міка Ньютон), là một ca sĩ người Ukraina đến từ thành phố Burshtyn. Cô sinh ra và lớn lên ở Ukraina, hiện đang trú tại Los Angeles, California, Hoa Kỳ.

## Thân thế
Oksana Hrytsai sinh ngày 5 tháng 3 năm 1986 tại Burshtyn, Ukraina. Nghệ danh của cô xuất phát từ Mika - biến thể tên đầu của Mick Jagger (ca sĩ chính của nhóm Rolling Stones) và Newton là viết tắt của từ "new tone".
Newton tự học hát lúc còn nhỏ bằng cách bắt chước các nghệ sĩ mà cô nghe trên đài phát thanh. Cô bắt đầu đăng ký tham gia các cuộc thi hát ở địa phương năm lên chín tuổi.

## Sự nghiệp âm nhạc
Năm 16 tuổi, Newton chuyển từ quê nhà Burshtyn lên Kyiv để đăng ký theo học ở Cao đẳng Circus and Variety Arts; cô theo học các ngành thanh nhạc, dương cầm, diễn xuất, vũ đạo và kịch câm. Sau khi tiếp tục tham gia các cuộc thi tài năng địa phương lẫn quốc tế, cô thu hút sự chú của các chuyên gia trong ngành âm nhạc; đến năm 16 tuổi, cô ký hợp đồng với hãng thu âm có trụ sở tại Kyiv - Falyosa Family Factory.

### Eurovision 2011
Newton được lựa chọn để đại diện cho Ukraina tranh tài tại cuộc thi Eurovision Song Contest vào năm 2011 ở Düsseldorf, Đức; cô hát bài "Angel" của Ruslan Kvinta và Maryna Skomorohova.
Vòng tuyển chọn các thí sinh cuối cùng từ Ukraina để tham dự Eurovision được phát sóng trên Kênh truyền hình Quốc gia của Ukraina. Có 19 thí sinh tham dự vòng tuyển chọn. Thí sinh chiến thắng được quyết định bởi lượt bầu chọn tin nhắn (45% lượt bầu chọn), bầu chọn qua Internet (10%) và bầu chọn của ban giám khảo (45%). Newton nhận được nhiều điểm nhất, xếp ở các vị trí kế tiếp lần lượt là Zlata Ognevich (hạng hai) và Jamala (hạng ba).
Ở vòng chung kết của Eurovision vào ngày 14 tháng 5 năm 2011, Newton kết thúc ở vị trí thứ tư với 159 điểm, xếp sau các đại diện của Azerbaijan (quán quân với 221 điểm), Ý và Thụy Điển. Ở tiết mục của mình, cô có được sự hỗ trợ của nghệ sĩ vẽ tranh cát Kseniya Simonova - quán quân cuộc thi Ukraine's Got Talent (2009).

### 2012: "Don't Dumb Me Down"
Newton phát hành hai album và góp các bài nhạc hiệu cho một số bộ phim điện ảnh và chương trình truyền hình của Ba Lan trước Eurovision 2011, nhờ thế cô được JK Music Group mời đến Los Angeles để thu âm trong hai tuần với nhạc sĩ sáng tác bài hát Walter Afanasieff. Ở lần ghé thăm này, cô cũng thể hiện trước mặt nhà sản xuất Randy Jackson.

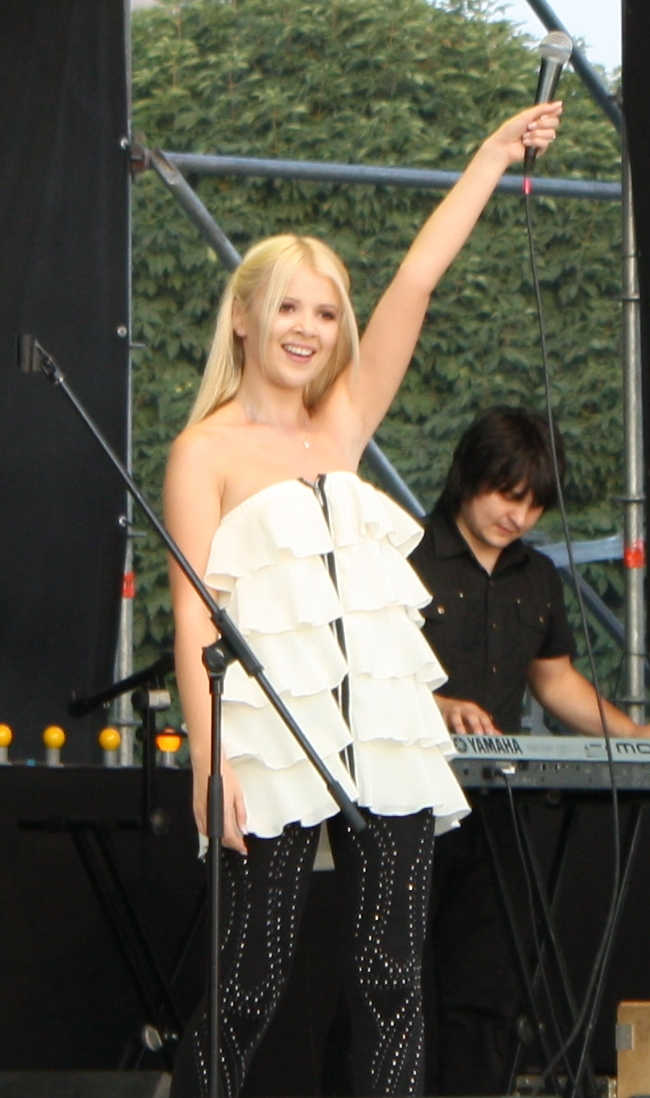
Mika Newton vào ngày 17 tháng 7 năm 2010

Sau khi tham gia Eurovision 2011, Newton ký hợp đồng với JK Music Group và Friendship Collective của Randy Jackson, chuyển đến Los Angeles vào tháng 6 năm 2011 để theo đuổi sự nghiệp ca sĩ pop-rock.
Ngày 21 tháng 2 năm 2012, cô phát hành đĩa đơn ra mắt tại Mỹ mang tên "Don't Dumb Me Down". Video âm nhạc (MV) của đĩa đơn do Marc Klasfeld làm đạo diễn, phát sóng trên chuyên mục Buzzworthy của MTV.

### 2013: "Come Out and Play" và "Magnets"
Newton phát hành đĩa đơn "Come Out and Play" vào năm 2012, nhạc phẩm do Paul Oakenfold phối lại (remix). Newton và Oakenfold trình bày ca khúc tại sự kiện Winter Music Conference vào năm 2012 để quảng bá bản phối lại mới. Tháng 4 năm 2013, Mika bắt đầu biểu diễn ở các show acoustic khắp Los Angeles.
MV của bài "Magnets" (do Newton cùng các nhạc sĩ Rune Westerberg và Victoria Horn đồng sáng tác) ra mắt trên trang web của tạp chí Mỹ OK! vào ngày 20 tháng 5 năm 2013.
Newton có mặt trên trang bìa ấn bản tháng 10 năm 2013 của tạp chí Maxim.
Newton hát tại lễ trao giải Grammy 2022 cùng John Legend và các nghệ sĩ đồng hương Ukraina - Siuzanna Iglidan và Lyuba Yakimchuk trong một tiếc mục nhằm tưởng nhớ những người đã thiệt mạng trong cuộc xâm lược Ukraina của Nga vào năm 2022, tiếp nối thông điệp của Tổng thống Ukraina Volodymyr Zelenskyy.

## Đời tư
Tháng 12 năm 2018, Newton kết hôn với đại diện tài năng Chris Saavedra ở Hoa Kỳ. Em gái của Newton, Liliya Hrytsai đã phải đi phục dịch cho quân đội Ukraina trong cuộc xâm lược Ukraina của Nga vào năm 2022.